# Гарднер, Рулон
Ру́лон Эллис Гарднер (англ. Rulon Ellis Gardner; 16 августа 1971, Афтон, Вайоминг, США) — американский борец греко-римского и вольного стилей, чемпион и призёр Олимпийских игр, чемпион мира, обладатель Кубка мира, двукратный Панамериканский чемпион по греко-римской борьбе; Панамериканский чемпион по вольной борьбе. Особо известен тем, что в финале Олимпийских игр 2000 года победил считавшегося непобедимым трёхкратного олимпийского чемпиона Александра Карелина, не дав ему таким образом стать первым 4-кратным олимпийским чемпионом по борьбе.

## Биография
Родился в горном посёлке Эфтон в Вайоминге, в мормонской семье. Вырос на молочной ферме, где с детства был занят работой на ферме, в условиях разреженного воздуха, что считается одной из причин его выдающейся физической выносливости. Уже в четвёртом классе весил 70 килограммов, был пухлым ребёнком и постоянно подвергался насмешкам. В школе занялся спортом и к окончанию школы, занимался американским футболом, борьбой и лёгкой атлетикой. Был в сборной штата по футболу и борьбе, а в 1989 году завоевал звание чемпиона штата по борьбе в супертяжёлом весе, а также завоевал второе место на соревнованиях по толканию ядра. Затем Рулон Гарднер поступил в колледж (Рексбург, Айдахо), и на втором курсе стал чемпионом страны среди юниоров. После обучения в колледже, поступил в Университет Небраски и в 1993 году был четвёртым на чемпионате страны по версии NCAA.
В 1994 году победил на Панамериканском чемпионате по вольной борьбе, в 1995 году стал чемпионом США; затем окончательно сконцентрировался на греко-римской борьбе. В 1996 году завоевал Кубок мира. В 1997 году стал чемпионом США, был вторым на Панамериканском чемпионате и только пятым на чемпионате мира. В 1998 году выступил на двух квалификационных турнирах FILA, где занял первое и третье места. В 1998 году победил на Панамериканском чемпионате и международном турнире Vantaa Painicup. В 1999 и 2000 годах был победителем мемориала Дейва Шульца; также в 2000 году стал двукратным Панамериканским чемпионом.

### Олимпийские игры 2000
На летних Олимпийских играх 2000 года в Сиднее боролся в категории до 130 кг (супертяжёлый вес). 20 участников турнира были разделены на 6 групп (4 группы по три человека и 2 группы по четыре человека), в каждой из которых борьба велась по круговой системе. Победители в группах выходили в четвертьфинал, где боролись по системе с выбыванием после поражения. Проигравшие занимали места соответственно полученным в схватках квалификационным и техническим баллам. Гарднер боролся в группе из четырёх человек, поэтому, победив в группе, в четвертьфинале не боролся. Победив в полуфинале Юрия Евсейчика из Израиля со счётом 3-2, в финальной схватке он ожидаемо встретился с 33-летним Александром Карелиным. Первый период закончился нулевой ничьей, и, как предписывали введённые незадолго до Олимпиады правила борьбы, борцов поставили в обоюдный крестовый захват. В ходе борьбы в захвате, Гарднер вынудил Карелина первым разомкнуть свой захват, заработал один балл, одержал победу и стал олимпийским чемпионом. Для Карелина та схватка стала последней в карьере. Победа Гарднера над Карелиным считается рядом экспертом одним из наиболее сенсационных событий во всей истории спорта.

Невнятный увалень из страны, где с трудом понимают, что такое греко-римская борьба, каким-то неубедительным, несерьёзным способом выиграл у живой легенды Карелина, у вечного предводителя медального плана, стабильного и беспощадного, как солнце или время.— http://www.sports.ru/tribuna/blogs/insignificance/207942.html
Эпизод, за счёт которого Гарднер заработал балл, российскими специалистами рассматривался как спорный . Так, олимпийский чемпион Александр Иваницкий полагает, что трактовка нового правила не была однозначной, и по его мнению как раз Гарднер первым вышел из захвата, опустив голову ниже плеч, что позволяло Карелину расцепить захват. Российская делегация подавала протест на решение, но он не был удовлетворён. Арбитр на ковре Пертти Вехвиляйнен, вспоминая эту встречу, говорит о том, что Карелин боролся лучше Гарднера, но в правильности окончательного решения Вехвилайнен уверен: «Это был финал двух неприятных ошибок: Карелин ошибся, когда разорвал захват, а я, когда сразу не увидел этого. Американец тоже нарушил правила, когда стал толкать Карелина в грудь головой, однако при видеоповторе я совершенно четко увидел: сначала Карелин расцепил захват, а уже потом американец начал „бодаться“» 
Сам Гарднер вспоминал поединок:

Чаще всего мне вспоминается страх, который душил меня накануне встречи с Карелиным. Полтора десятка лет все тяжеловесы мучились только одним вопросом: как победить Русского Медведя. Думали, но так ничего и не придумали. Думал в Сиднее и я. Ответа, конечно, тоже не нашёл. Но понял: мой единственный шанс — быть терпеливым. Быть терпеливым и постараться утомить Карелина, сделать его уставшим. Кажется, это удалось.— http://izvestia.ru/news/255983
| Круг          | Соперник                             | НОК                                  | Результат                            | Основание                            | Время схватки                        |
| ------------- | ------------------------------------ | ------------------------------------ | ------------------------------------ | ------------------------------------ | ------------------------------------ |
| 1 (группа 5)  | Джузеппе Джунта                      | Италия                               | Победа                               | 2-1 (2 технических балла)            | 9:00                                 |
| 2 (группа 5)  | Айказ Галстян                        | Армения                              | Победа                               | 6-0 (6 технических баллов)           | 6:00                                 |
| 3 (группа 5)  | Омран Айари                          | Тунис                                | Победа                               | 7-2 (7 технических баллов)           | 6:00                                 |
| Четвертьфинал | вышел из группы напрямую в полуфинал | вышел из группы напрямую в полуфинал | вышел из группы напрямую в полуфинал | вышел из группы напрямую в полуфинал | вышел из группы напрямую в полуфинал |
| Полуфинал     | Юрий Евсейчик                        | Израиль                              | Победа                               | 3-2 (3 технических балла)            | 7:39                                 |
| Финал         | Александр Карелин                    | Россия                               | Победа                               | 1-0 (1 технический балл)             | 9:00                                 |

### Дальнейшая карьера
После Олимпийских игр стал национальным героем в США, получил много рекламных контрактов. В России, напротив, подвергся всеобщему остракизму, граничащему с оскорблениями: «Когда на широком и округлом бочкообразном корпусе американца Гарднера расползлись пальцы Карелина, судьи даже не поверили поначалу: для вынесения вердикта им понадобился видеоповтор». «В Сиднее от прочих борцов Гарднера отличала разве что неимоверных размеров грудная клетка, из-за чего он выглядел как коренастый карлик с непропорционально тонкими ногами». «Обхватить бесформенное туловище Сан Санычу было непросто. А уж тем более оторвать от ковра. И все же он приподнимал ношу, но она выскальзывала, и американец снова и снова намертво прилеплялся к ковру. В глазах его поблескивал страх, будто он сам испугался нежданно закравшейся надежды: а вдруг…»
Гарднер же сказал: «Карелин — Бог. Он был и останется лучшим борцом. Правда, некоторые теперь думают, что лучший — я. Но я просто олимпийский чемпион. И в историю войду не как Рулон Гарднер, а как победитель Карелина».
В 2001 году Рулон Гарднер снова стал чемпионом США и, посрамив критиков, выиграл золото на чемпионате мира в Патрах. В схватках на выбывание победил россиянина Юрия Патрикеева и Сергея Мурейко из Болгарии. В финале Гарднер победил венгерского борца Михая Деака-Бардоша.
В 2002 году поехал в горы кататься на снегоходах с друзьями, отстал от группы и заблудился. Пытаясь выбраться, потерпел катастрофу, упав на замёрзшую реку Салт-Ривер. Снегоход был разбит, и Рулон Гарднер построил себе импровизированное убежище, в котором ожидал спасателей в течение 18 часов. Он чуть было не погиб от гипотермии и получил многочисленные обморожения так, что пришлось прибегнуть к ампутации среднего пальца ноги. Затем попал в аварию на мотоцикле, вывихнув запястье. Несмотря на рекомендации врачей, вернулся в борьбу.
В 2003 году завоевал вторые места на мемориале Дейва Шульца и Панамериканском чемпионате, а на чемпионате мира был лишь десятым. В 2004 году победил на мемориале Дейва Шульца.

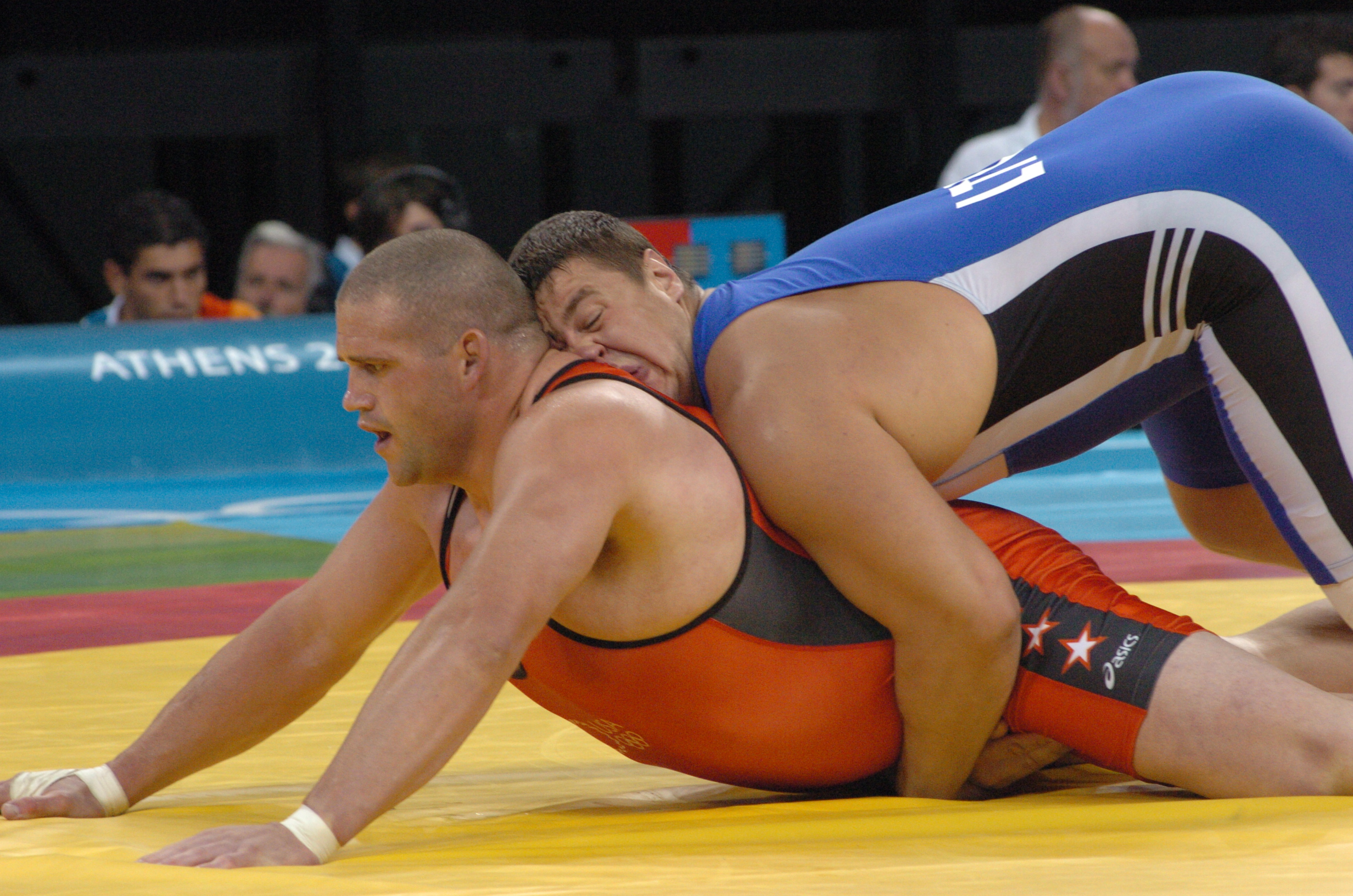
Р. Гарднер во встрече с М. Мизгаитисом. 2004, Афины

На летних Олимпийских играх 2004 года в Афинах боролся в категории до 120 кг (супертяжёлый вес). В турнире участвовали 20 человек; регламент турнира оставался в целом прежним. Гарднер сумел победить в группе, снова вышел напрямую в полуфинал, где проиграл. В схватке за третье место победил и завоевал бронзовую медаль.
| Круг            | Соперник                             | НОК                                  | Результат                            | Основание                                     | Время схватки                        |
| --------------- | ------------------------------------ | ------------------------------------ | ------------------------------------ | --------------------------------------------- | ------------------------------------ |
| 1 (группа F)    | Сергей Мурейко                       | Болгария                             | Победа                               | 1-1 (1 технический балл, 3 квалификационных)  | 9:00                                 |
| 2 (группа F)    | Миндаугас Мизгаитис                  | Литва                                | Победа                               | 3-0 (3 технических балла, 3 квалификационных) | 6:00                                 |
| 3 (группа F)    | Марек Микульский                     | Польша                               | Победа                               | 3-0 (3 технических балла, 3 квалификационных) | 6:00                                 |
| Четвертьфинал   | вышел из группы напрямую в полуфинал | вышел из группы напрямую в полуфинал | вышел из группы напрямую в полуфинал | вышел из группы напрямую в полуфинал          | вышел из группы напрямую в полуфинал |
| Полуфинал       | Георгий Цурцумия                     | Казахстан                            | Поражение                            | 1-4 (1 технический балл, 1 квалификационный)  | 6:00                                 |
| Бронзовый финал | Саяд Барзи                           | Иран                                 | Победа                               | 3-0 (3 технических балла, 3 квалификационных) | 6:39                                 |

После Олимпийских игр оставил карьеру в борьбе. 31 декабря 2004 года попробовал себя в MMA и выступил в соревнованиях под эгидой Pride Fighting Championships. В своём единственном бое единогласным решением судей победил олимпийского чемпиона 1992 года по дзюдо Хидэхико Ёсиду.
24 февраля 2007 года попал в авиакатастрофу. Лёгкий самолёт, на котором летел Гарднер и двое его друзей, разбился на водохранилище Пауэлл. После катастрофы люди попали в воду температурой около 7 градусов, сумели добраться до берега, где провели ночь без укрытия. Никто в катастрофе не пострадал.
В дальнейшем зарабатывал на жизнь лекциями, имел контракты со средствами масс-медиа. На Олимпийских играх 2008 года в Пекине работал аналитиком на NBC.
К 2010 году Рулон Гарднер сильно располнел, его вес достиг 190 кг (по другим данным 215), и он принял участие в телевизионном шоу «The Biggest Loser», целью которого является наибольшее похудение. Он сумел сбросить почти 70 килограммов, претендуя на звание победителя шоу, но не явился на финальное взвешивание. После шоу он вернулся к занятиям борьбой. Гарднер в апреле 2012 года пытался отобраться на Олимпийские игры 2012 года, но за 6,5 часов перед отборочными соревнованиями в США он превышал допустимый вес всего на 2,5 килограмма. Однако эти килограммы было очень затруднительно согнать; кроме того в дальнейшем при успехе в соревнованиях вес надо было поддерживать, и Рулон Гарднер после размышлений, отказался.
В августе 2012 года Рулону Гарднеру предлагали один миллион долларов за бой с Фёдором Емельяненко, но Гарднер отказался.
В октябре 2012 года признан банкротом С 2012 года живёт в Форт-Коллинзе, Колорадо.
Окончил Университет Небраски со степенью бакалавра физической культуры. Продолжает деятельность мотивационного лектора, является торговым представителем компании Mitek Sports Medicine
Член национального Зала славы борьбы.

## Комментарии
1. ↑  К тому времени последнее поражение в карьере Карелина датировалось 1987 годом, когда он был побеждён на чемпионате СССР Игорем Ростороцким. Иностранным борцам Карелин не проигрывал ни разу за всю свою карьеру. После 1987 года Карелин не проигрывал никому вообще, и единственный раз на соревнованиях был вторым — на командном Кубке мира 1992 года, но свою встречу он там выиграл. С 1994 года Карелин в схватках не отдал соперникам ни одного очка.